# Berthold Deimling

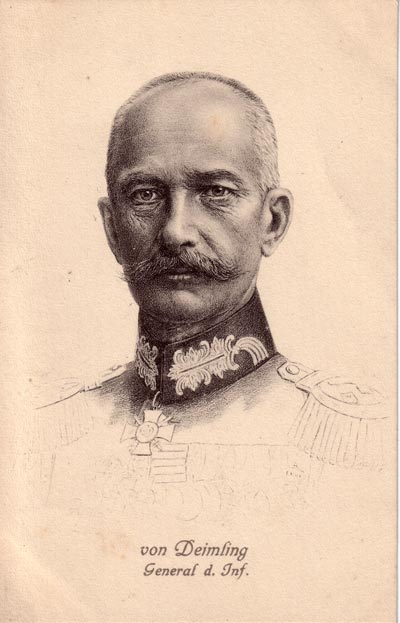
Berthold von Deimling

Berthold Deimling, seit 1905 von Deimling (* 21. März 1853 in Karlsruhe; † 3. Februar 1944 in Baden-Baden), war ein preußischer General der Infanterie und späterer Pazifist. Deimling war zeit seines Lebens eine umstrittene Persönlichkeit und erreichte durch spektakuläres Verhalten und Eigenmächtigkeiten eine höchst kontroverse Beurteilung. Er galt bis zum Ende des Ersten Weltkrieges als einer der Exponenten des „Säbelrasselns“. Die unmittelbar danach erfolgte Wende zum Pazifisten erschien den meisten Zeitgenossen als nicht nachvollziehbar.

## Herkunft
Seine Eltern waren der Kreisgerichtsrat aus Freiburg im Breisgau Gottfried Berthold Deimling (1823–1876) und dessen Ehefrau Anna von Stöcklern zu Grünholzeck, eine Tochter des Oberpostdirektionsrat in Freiburg Carl Theodor von Stöcklern zu Grünholzeck (1787–1866) und der Wilhelmine Schwenck. Sein Onkel war der Pädagoge Otto Deimling  (* 10. September 1821; † 11. März 1875) und der Generalleutnant Ludwig von Deimling (1833–1906).

## Militärische Laufbahn
Deimling trat 1871 als Einjährig-Freiwilliger in das 5. Badische Infanterie-Regiment Nr. 113 in Freiburg im Breisgau ein und wurde 1873 zum Sekondeleutnant befördert. 1875 wechselte er in das Holsteinische Infanterie-Regiment Nr. 85 in Rendsburg. 1879 heiratete er. Er wurde 1880 zum Premierleutnant befördert, während er von 1879 bis 1882 die Kriegsakademie in Berlin absolvierte. Deimling nahm dann 1882 den Dienst im Infanterie-Regiment Nr. 85 in Rendsburg wieder auf.
1886 wurde er in den Großen Generalstab in die Eisenbahn-Abteilung versetzt und 1888 zum Hauptmann befördert. Er war ab 1891 Generalstabsoffizier der 1. Division in Königsberg. 1893 wurde er Major und ab 1895 war er im Generalstab des XVI. Armeekorps eingesetzt. 1898 wurde er Bataillonskommandeur im 4. Badischen Infanterie-Regiment „Prinz Wilhelm“ Nr. 112 in Mülhausen (Sundgau). 1900 wurde er zum Oberstleutnant befördert und als Chef der Operationsabteilung II in den Großen Generalstab versetzt. Deimling wurde 1903 Oberst und Kommandeur des Infanterie-Regiments Nr. 112 in Mülhausen und 1904 Kommandeur des neu aufgestellten 2. Feldregiments für den Einsatz in Deutsch-Südwestafrika.
Während des Nama-Aufstandes war er 1905 Stellvertreter des Oberbefehlshabers für die Südregion. Es folgte bereits 1905 die Heimreise wegen angeblicher „Felddienstunfähigkeit“ und ein Empfang beim Kaiser mit Erhebung in den erblichen Adelsstand. 1906 wurde er zum Kommandeur der Schutztruppe in Südwestafrika ernannt und 1907 zum Generalmajor befördert. Nach dem Ende der Kämpfe und der Heimkehr der Interventionstruppen gab er das Kommando ab. Er wurde dann Kommandeur der 58. Infanterie-Brigade in Mülhausen. 1910 erfolgte die Beförderung zum Generalleutnant und die Ernennung zum Kommandeur der 29. Division in Freiburg im Breisgau. Daran schloss sich ab 1. März 1913 eine Verwendung als Kommandierender General des XV. Armee-Korps in Straßburg an. In dieser Stellung wurde Deimling am 22. März 1914 zum General der Infanterie befördert.
Mit Ausbruch des Ersten Weltkriegs nahm Deimling mit seinem Korps an den Kämpfen im südlichen Elsass, an der Aisne, vor Ypern (1914) in Flandern und vor Verdun (21. Februar bis 20. Dezember 1916) teil. Am 3. September 1916 wurde er mit dem Orden Pour le Mérite für die Einnahme des Fort Vaux ausgezeichnet. Im Oktober 1916 wurde Deimling an der Somme eingesetzt. Am 19. November 1916 erfolgte eine Versetzung als Abschnittskommandeur der Armeeabteilung B in die mittleren Vogesen. Am 22. Mai 1917 wurde Deimling unter gleichzeitiger Ernennung zum Chef des 1. Unter-Elsässischen Infanterie-Regiments Nr. 132 in Straßburg zur Disposition gestellt.

### Herero- und Nama-Aufstand
Deimling zeichnete sich, ganz im Sinne des Kaisers und des Oberkommandierenden, Generalleutnant Lothar von Trotha, durch unnachgiebige Härte sowohl gegen den indigenen Gegner als auch gegenüber den eigenen Soldaten aus, was ihm schnell die Ablehnung der „Alten Afrikaner“, der langjährigen Schutztruppenoffiziere, aber auch die Anerkennung „von Höchster Stelle“ einbrachte. Er verstand es, selbst Misserfolge und Fehlleistungen in Erfolge umzudeuten. Nach Beendigung des Herero-Feldzuges wurde er als Stellvertreter des Oberkommandierenden mit der Niederschlagung des Nama-Aufstandes beauftragt. Trotz häufiger Siegesmeldungen musste er die Aussichtslosigkeit des Unternehmens erkennen und ließ sich wegen einer „verletzten Schulter“ nach Deutschland entlassen. Wegen seiner Verdienste wurde er vom Kaiser in den Adelsstand erhoben. Nach seiner Genesung löste er den in Ungnade gefallenen von Trotha als Kommandeur der Schutztruppe in der Kolonie Deutsch-Südwestafrika ab, mit der Weisung des Kaisers, den unpopulär gewordenen Krieg auf dem schnellsten Wege durch Verhandlungen und Zugeständnisse zu beenden.

### Kolonialvorlage
Unmittelbar vor seiner Abreise als Kommandeur der Schutztruppe in Deutsch-Südwestafrika erregte er einen Eklat im Reichstag, als er als „Fachmann“ der Reichsregierung in der Haushaltsdebatte über die Kolonien auftrat und ausrief: „Solange ich die Ehre habe, das Kommando draußen zu führen, wird der Süden nicht aufgegeben […] es sei denn, dass Seine Majestät der Kaiser es befiehlt, der allein darüber zu bestimmen hat und sonst niemand.“ Die Parlamentarier quer durch alle Parteien reagierten daraufhin mit Empörung und die entsprechende Regierungsvorlage verfiel der allgemeinen Ablehnung.
Die Satirezeitschrift Kladderadatsch ergänzte seinen Redebeitrag mit den Versen:
Ich bin der Herr von Deimling

und Oberst noch zur Zeit.

Ich bin kein Haferschleimling,

Ich bin von Mark und Schneid.

Ich fuchtle mit dem Säbel

Am Bundesratestisch

Und hack’ aus Spahn und Bebel

Mir ein Ragoutgemisch

### Zabern-Affäre
Deimlings Ernennung 1913 zum Kommandierenden General in Straßburg, dessen Wirkungsbereich fast das gesamte Elsass umfasste, wurde aufgrund seines bisherigen öffentlichen Auftretens als Verantwortlicher in Mülhausen und Freiburg sowie der Drohung des Kaisers gegenüber dem Straßburger Oberbürgermeister, die erst zwei Jahre alte Verfassung in „Scherben zu schlagen“ und zur Diktatur zurückzukehren, durchaus nicht als Befriedung des gespannten Verhältnisses zwischen Militär und Zivilbevölkerung in Elsass-Lothringen aufgenommen. Im Gegenteil nutzte Deimling jede Gelegenheit, um das beanspruchte Primat des Militärs auch gegenüber dem Statthalter (Oberpräsident) für Elsass-Lothringen Karl von Wedel zu betonen. Nur in diesem politischen Klima konnte die Hybris eines zwanzigjährigen Leutnants zu einer ernsten Staatskrise, der Zabern-Affäre wachsen, zumal der Kommandierende General nicht nur nichts tat, um die Wogen zu glätten, sondern im Gegenteil allen nachgeordneten Beteiligten den „Schutz des Kaisers“ angedeihen ließ und den schon um seine Beurlaubung bittenden Regimentskommandeur diese verweigerte und zu unnachsichtigem Durchgreifen aufforderte. Das Telegramm des Kronprinzen an Deimling und Reuter, den Regimentskommandeur, in dem er schrieb „Bravo!“ und „Immer feste druff“, es müsse „ein Exempel statuiert werden, um den Herren Eingeborenen die Lust an derartigen Vorfällen zu versalzen“, das durch einen elsässischen Telegrafenbeamten öffentlich wurde, zeigt die eigentliche Verantwortung an der Affäre.

### „Schlächter von Ypern“
Mit der Verlegung seines XV. Armee-Korps 1914 ins heftig umkämpfte Flandern versuchte Deimling mehrfach eigenmächtig – entgegen anders lautenden Befehlen – militärische Erfolge an seinen Namen zu heften. Diese Eigenmächtigkeiten wirkten sich jedoch in weitreichenden Katastrophen aus und zogen auch politische Folgen nach sich. Die mehrfachen Versuche, Ypern zu erobern, blieben in „Schlamm und Blut“ stecken. So ließ er am 4. November 1914 ohne militärischen Grund und gegen die ausdrückliche Weisung seines Oberbefehlshabers Kronprinz Rupprecht von Bayern die berühmten mittelalterlichen Tuchhallen von Ypern in Schutt und Asche legen.
Am 15. November ließ er vier Regimenter mit insgesamt 12.000 Mann unter Regimentsmusik und Spielen des „Deutschlandliedes“ angreifen (siehe auch Mythos von Langemarck); knapp die Hälfte überlebte. Dort wurde sein Ruf als „Schlächter von Ypern“ geboren. Entgegen dem Rat aller seiner Regimentskommandeure ließ er am 22. April 1915 (erster Tag der Zweiten Flandernschlacht) durch das speziell geschulte Pionier-Regiment Nr. 35 Chlorgas in großem Stil einsetzen, das erste Mal auf deutscher Seite. 150 Tonnen aus 6.000 Flaschen wurden abgeblasen. Die deutschen Angreifer konnten danach zwar ohne gegnerischen Widerstand die alliierten Stellungen einnehmen und drei bis vier Kilometer vorrücken; sie hatten allerdings selbst keine Gasmasken, was den weiteren Vorstoß hemmte (siehe auch Gaskrieg während des Ersten Weltkrieges). Außerdem standen zu wenige Reserven bereit, um die entstandene Frontlücke ausnutzen zu können.

### Dienstende/Kriegsende
Auf Betreiben Hindenburgs und Ludendorffs, seines ehemaligen untergebenen Brigadekommandeurs, wurde Deimling Mitte November 1916 von seinem Kommando abgelöst, offenbar wegen Erfolglosigkeit und Eigenmächtigkeiten, und trat nach einem kurzen Intermezzo in der Etappe im September 1917 endgültig in den Ruhestand. Trotz bis zuletzt heftigen Bemühens wurde er nicht wieder eingesetzt.
Mit Kriegsende stellte er sich dem Badener Soldatenrat zur Verfügung und war für den Baden-Badener Bezirk zuständig für die Durchschleusung der zurückflutenden Truppen und für die Entmilitarisierung eines 30 Kilometer breiten Streifens entlang des Rheins.

## Weimarer Republik und Nationalsozialismus
Wohl nicht zuletzt aus Enttäuschung über seine Entlassung hatte Deimling noch in den letzten Kriegsjahren eine kritische Distanz zum militaristischen Milieu aufgebaut. Der Historiker Christoph Jahr attestierte ihm in den 1990er Jahren einen „ernsthafte[n] Lernprozeß“. Während der Novemberrevolution stellte sich Deimling dem badischen Soldatenrat zur Verfügung, um die badische Volkswehr aufzubauen. Noch vor der Wahl zur badischen Nationalversammlung trat er der linksliberalen Deutschen Demokratischen Partei (DDP) und wenig später der Deutschen Friedensgesellschaft bei. Zeitweise gehörte er dem Reichs-Parteiausschuss an und war 1924 als Reichstagskandidat im Gespräch.
In der Debatte um die Dolchstoßlegende machte Deimling die Oberste Heeresleitung für die deutsche Niederlage verantwortlich: Sie habe alle Möglichkeiten eines Verständigungsfriedens mit falschen Kriegszielen und falscher Kriegsführung scheitern lassen und damit den „Diktatfrieden“ von Versailles verursacht.
Deimling war Mitglied und Mitbegründer des Republikschutzbundes Reichsbanner Schwarz-Rot-Gold, war in dessen Reichsausschuss tätig, sprach auf Kundgebungen und nahm Paraden ab. Er engagierte sich öffentlich für die Deutsche Liga für Menschenrechte, machte sich Positionen des bürgerlichen Pazifismus zu eigen, trat für allgemeine Abrüstung, internationale Schiedsgerichtsbarkeit und Deutschlands Beitritt zum Völkerbund ein, lehnte radikalen Pazifismus jedoch ab. Er wurde wegen seines republikanisch-pazifistischen Engagements von anderen ehemaligen Offizieren ausgegrenzt und als „Schlächter von Ypern“ diffamiert.
Nach der nationalsozialistischen Machtergreifung ließ Deimling zunächst Zustimmung erkennen und versuchte, die Nationalsozialisten von seinen Zielen zu überzeugen. Noch im Jahr 1933 belegten sie ihn mit einem Auftritts- und Publikationsverbot. Über seine Einstellung zum Nationalsozialismus lässt sich angesichts der schlechten Quellenlage kaum etwas sagen. Christoph Jahr hält Deimling für politisch naiv. Er sei seinem Vernunftpazifismus treu geblieben, habe sich aber bereitwillig der Illusion hingegeben, die NS-Führung wolle den Frieden erhalten. Auf den Jahrestreffen der „Pour le mérite“-Träger war Deimling ab 1933 unerwünscht. 1940 verlor er seinen Ehrensold.

## Familie

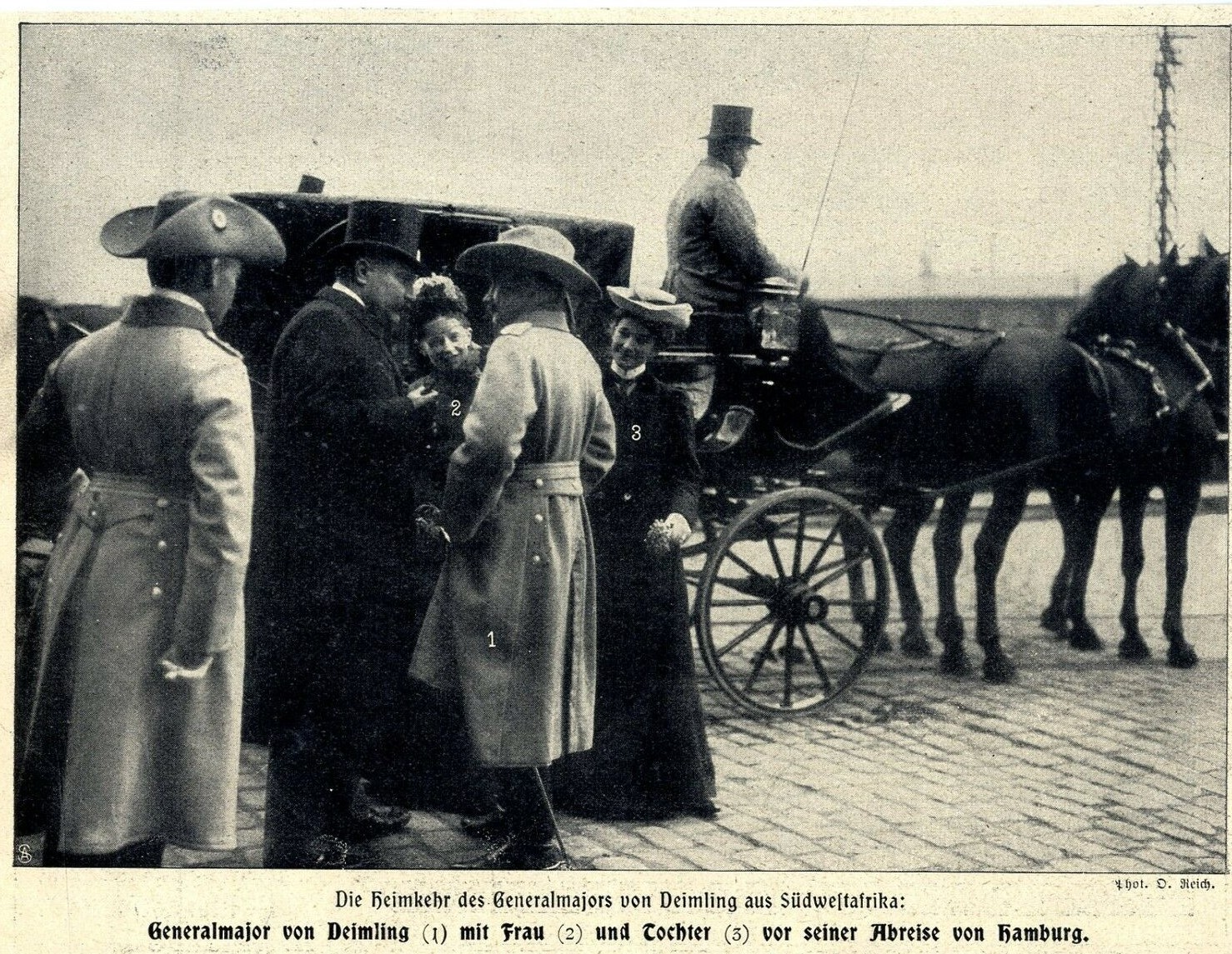
Deimling mit Frau und Tochter (1907)

Deimling heiratete im Jahr 1879 Elisabeth von Otto, eine Tochter von Alexander von Otto und Wilhelmine von Sperling. Diesen gehörte das Gut Carlsberg bei Mansfeld.
Deimling und seine Ehefrau hatten vier Töchter:
- Elisabeth Anna Wilhelmine (* 17. Juli 1880)
- Anna Maria Margarethe Jenny (* 11. November 1882)
- Marie Josephine Charlotte (* 20. Januar 1884) ⚭ 1910 Wolf Eginhard von Kruse (1887–1950), Besitzer von Schloss Neetzow
- Charlotte Pauline (* 11. März 1885)

## Schriften
- Die Kolonie Kiautschou in den ersten beiden Jahren ihrer Entwickelung: Vortrag. In: Deutsche Kolonialgesellschaft: Verhandlungen der Abteilung Berlin-Charlottenburg, [4], 1899/1900, H. 2, S. 44–66.
- Südwestafrika: Land und Leute, unsere Kämpfe, Wert der Kolonie: Vortrag, gehalten in einer Anzahl deutscher Städte. Eisenschmidt, Berlin [1906] (Digitalisat).
- Aus der alten in die neue Zeit. Lebenserinnerungen. Ullstein, Berlin 1930.

## Film
- In Egon Günthers Fernsehfilm Morenga wird Deimling von Herbert Weißbach dargestellt.